# Аршан (Бурятия)
Арша́н (бур. Аршаан — «целебный источник») — посёлок сельского типа в Тункинском районе Бурятии.
Образует муниципальное образование сельское поселение «Аршан». Бальнеологический и горно-климатический курорт.

## География
Посёлок расположен на высоте 893 м в месте выхода реки Кынгырги́ на северную окраину Тункинской долины у подножия Тункинских Гольцов.
Расстояния:
- 26 км (на юг) — федеральная магистраль А333 Култук — Монды (Тункинский тракт)
- 57 км (на юго-запад) — районный центр село Кырен
- 112 км (на юго-восток) — посёлок Култук
- 122 км — город Слюдянка и ж/д станция Слюдянка I
- 210 км — Иркутск
- 479 км — Улан-Удэ

## История
9 августа 1894 года миссионер Койморского стана Чистохин на заседании учёного совета Томского университета сделал сообщение о целебном минеральном источнике. К концу XIX века на источнике насчитывалось 52 двора местных жителей и 40 летних домиков для отдыхающих.
В мае 1920 года после занятия Тункинской долины Красной армией и изгнания белоказаков и колчаковцев Иркутский губздравотдел распорядился принимать на Аршане раненых красногвардейцев. В 1920 году на курорте отдыхало и лечилось 320 человек. В 1922 году был построен ванный корпус, в 1925 году — два спальных корпуса.
В 1926 году на речке Кынгырга была построена малая гидроэлектростанция. Летом 1927 года начал работать завод по производству газированной минеральной воды. В 1932 году построено здание столовой.
17 декабря 1975 года Аршан отнесён к курортным посёлкам.
3 мая 1979 года курортный посёлок Аршан преобразован в сельский населённый пункт — посёлок.

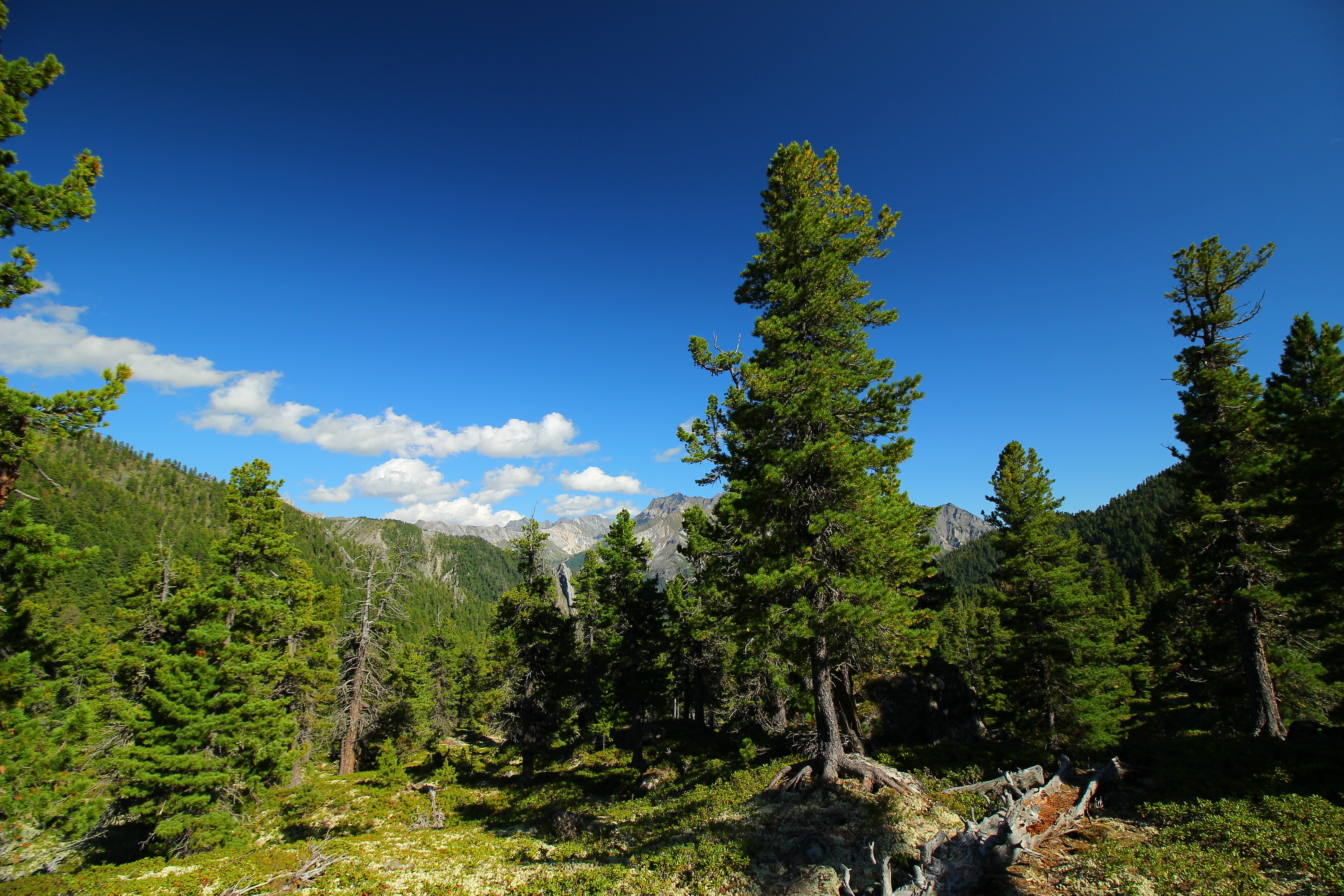
Саяны
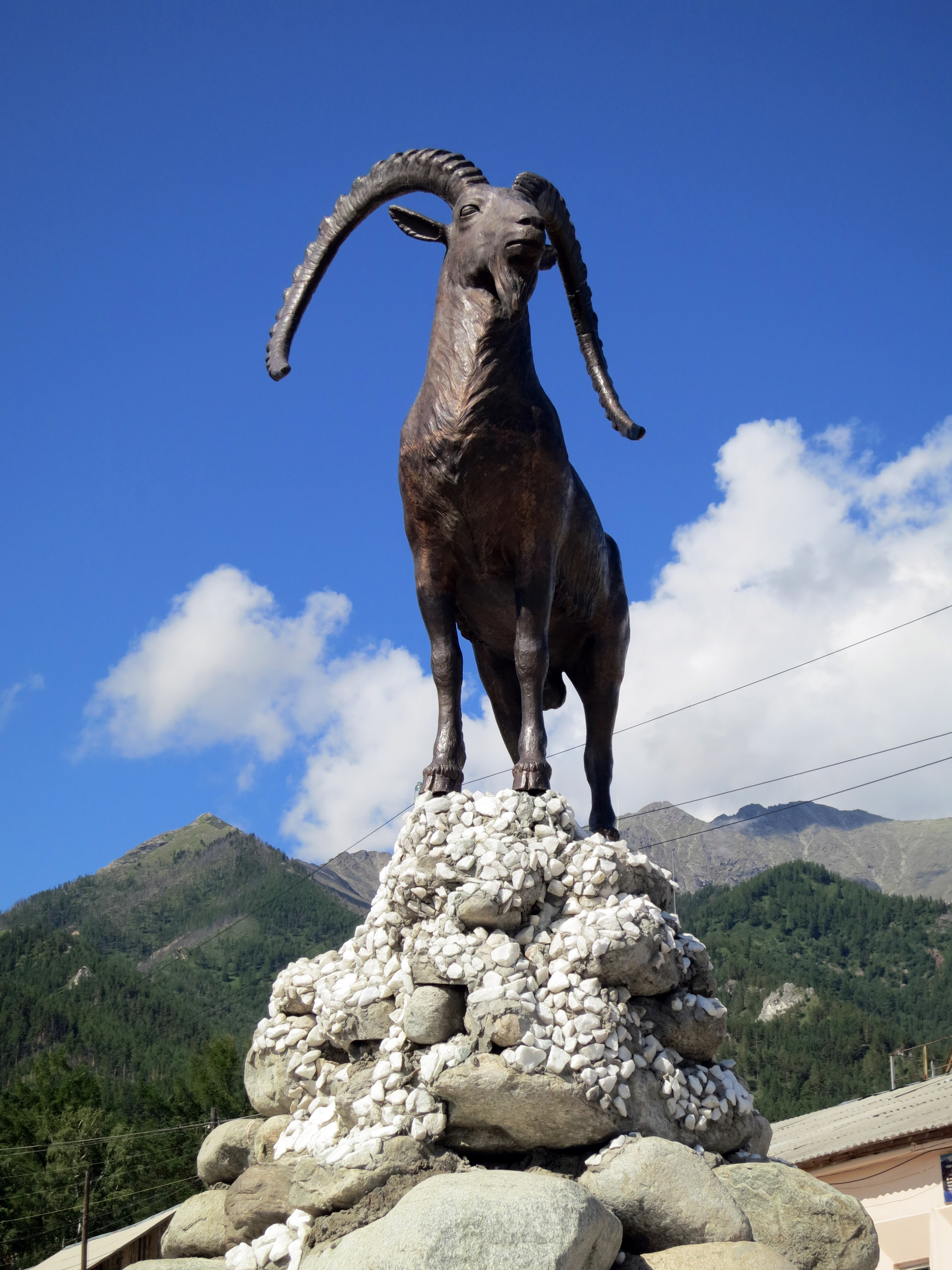
Статуя
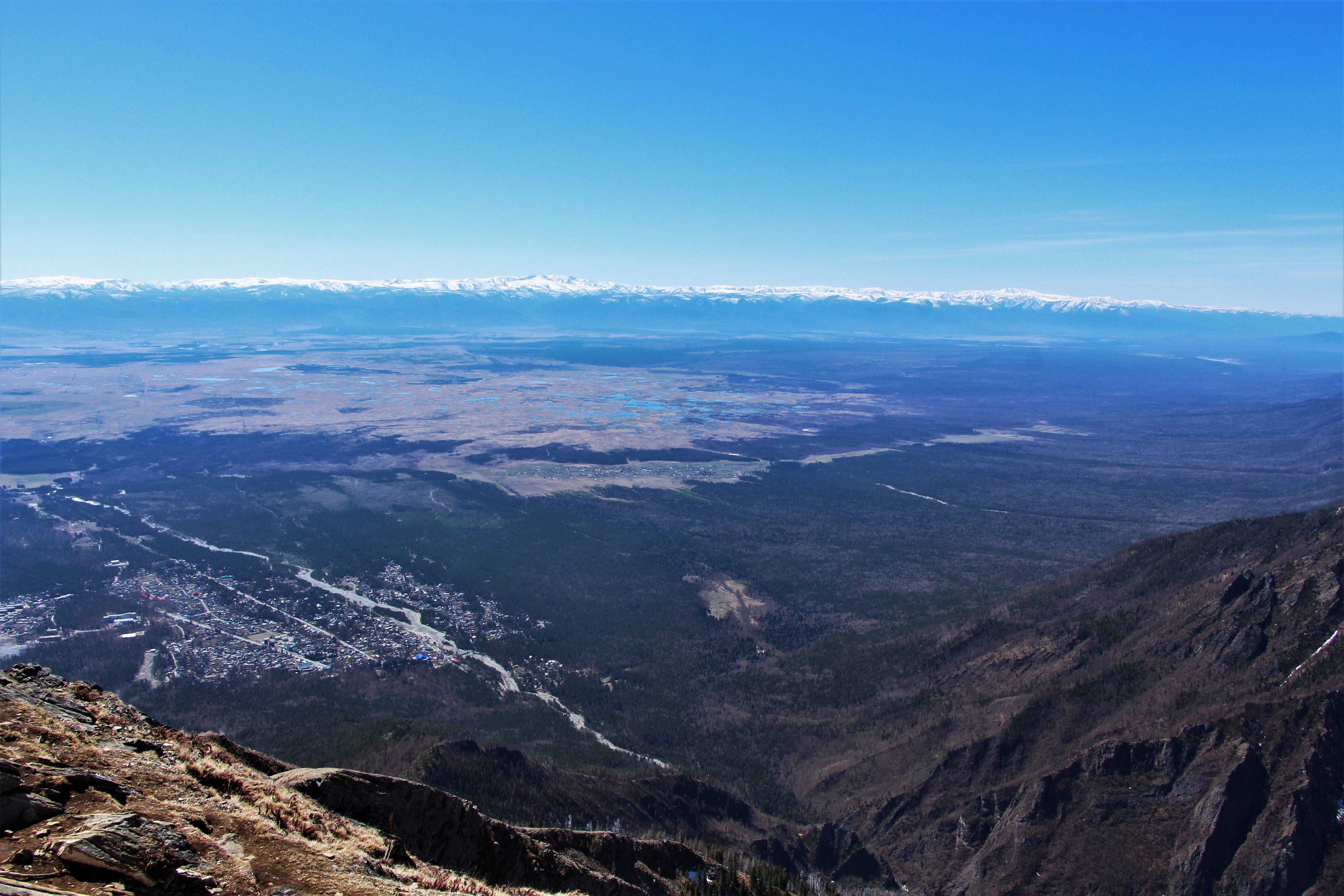
Аршан сверху

## Курорт Аршан
Собственно курорт Аршан включает в себя два санатория: «Саяны» и «Аршан», входящие в санаторно-курортное объединение профсоюзов «Байкалкурорт». Санатории расположены в Тункинской долине у подножья монументальных саянских гольцов с заснеженными вершинами, на живописной горной реке Кынгырга, стекающей к Аршану в узкой долине с водопадами.
Основные природные лечебные факторы — углекислые, маломинерализованные, кремнистые сульфатно-гидрокарбанатно-магниево-кальциевые слабокислые термальные воды и сульфидные иловые грязи, которые высокоэффективно лечат заболевания органов пищеварения, кровообращения, дыхания, мочевыделительной и эндокринной системы, обмена веществ. Минеральные воды курорта Аршан имеют широкий диапазон температур: от холодных (11-13 °C) до горячих (45 °C). По химическому составу минеральные воды, по классификации В. А. Александрова, относятся к 1-му классу, являясь углекислыми с высоким содержанием газа.
В комплексном санаторно-курортном лечении используется питьё минеральной воды «Аршан», бальнеотерапия (ванны, лечебные души, орошения), климатолечение, диетотерапия, физиотерапия, парафино-озокеритолечение, лечебная гимнастика, массаж, ингаляции, галотерапия и современные методы диагностики.

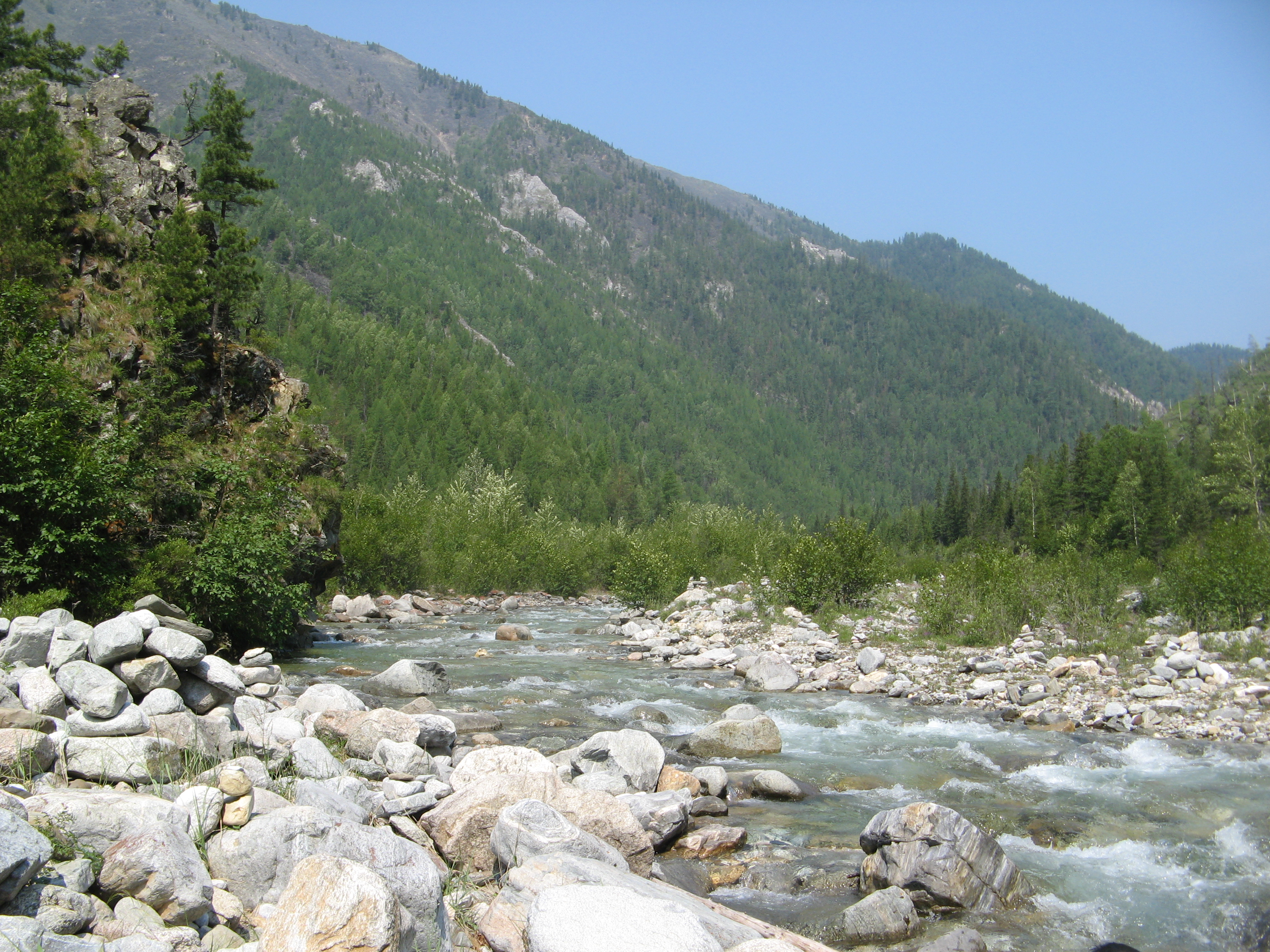
р. Кынгарга
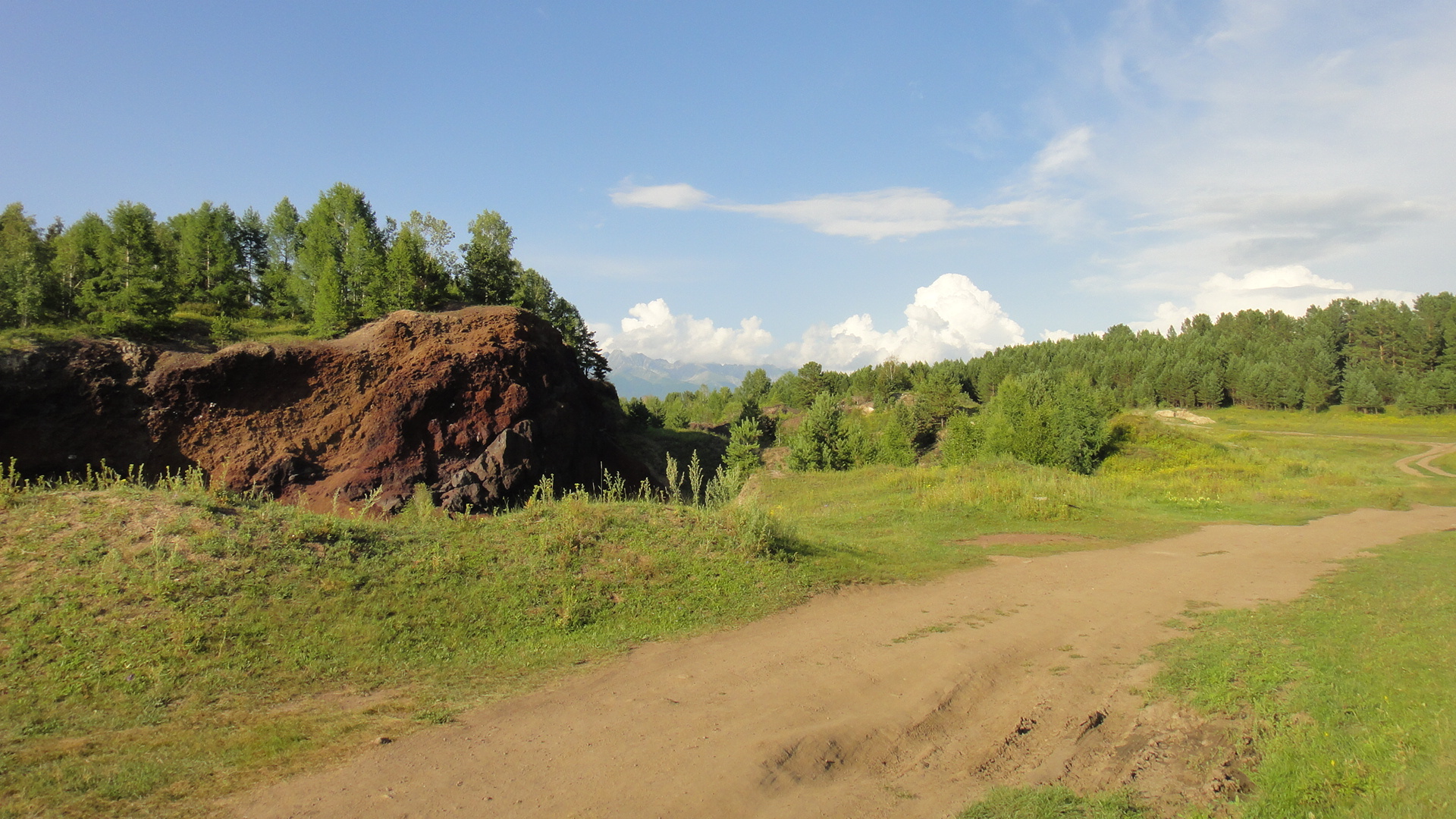
Вулканы
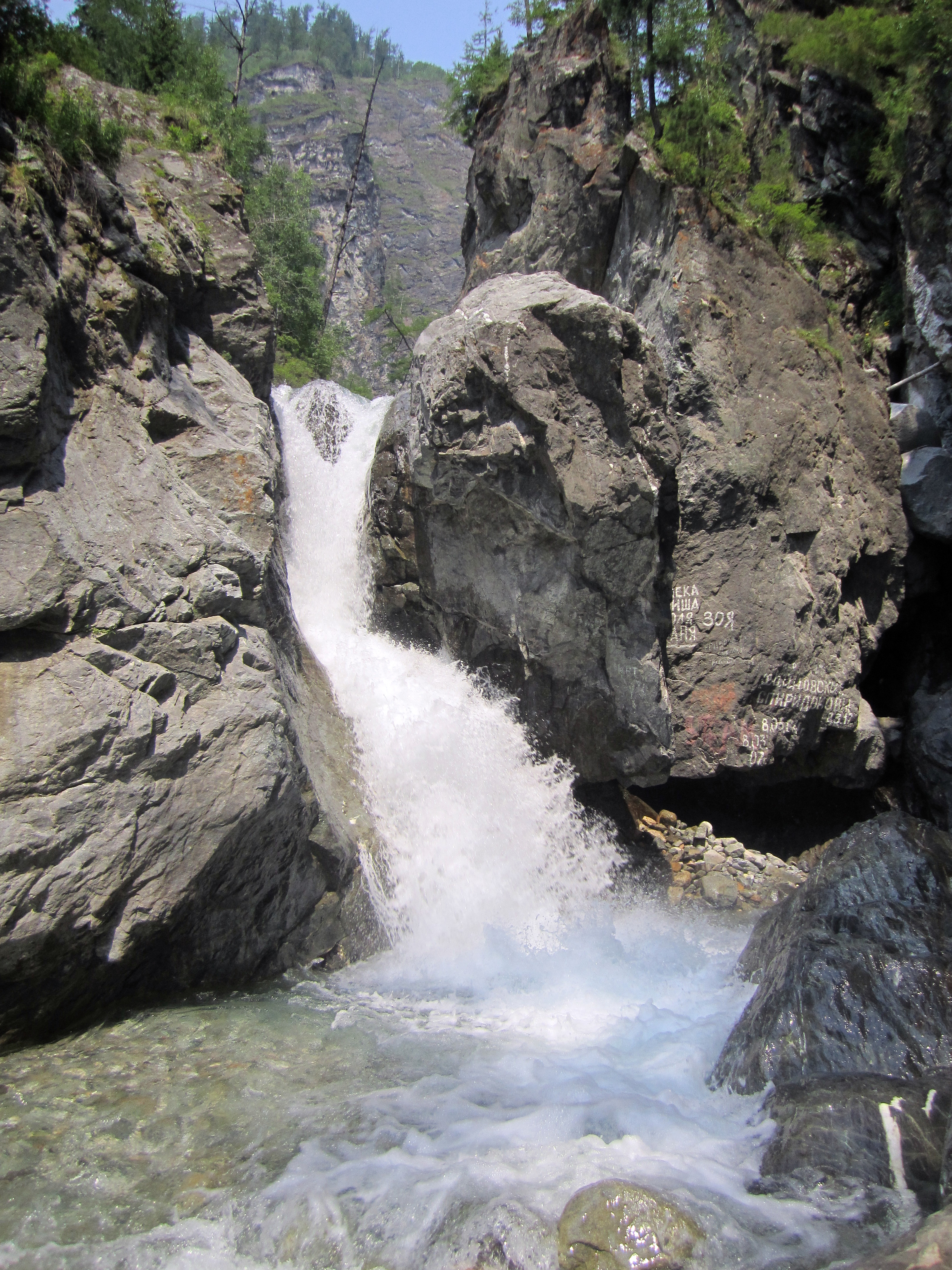
Водопад на р. Кынгарга
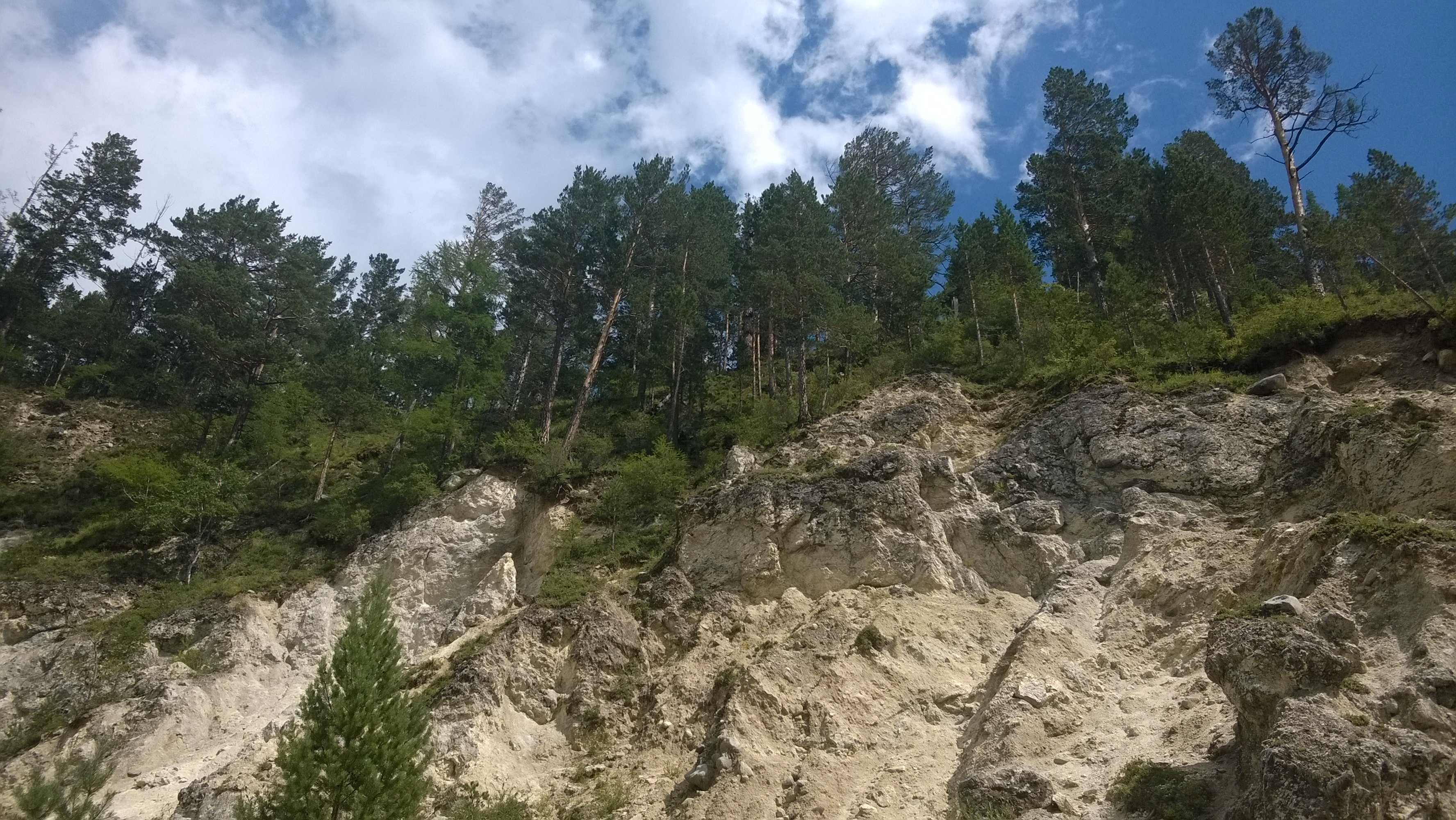
Скалы в ущелье р. Кынгарга
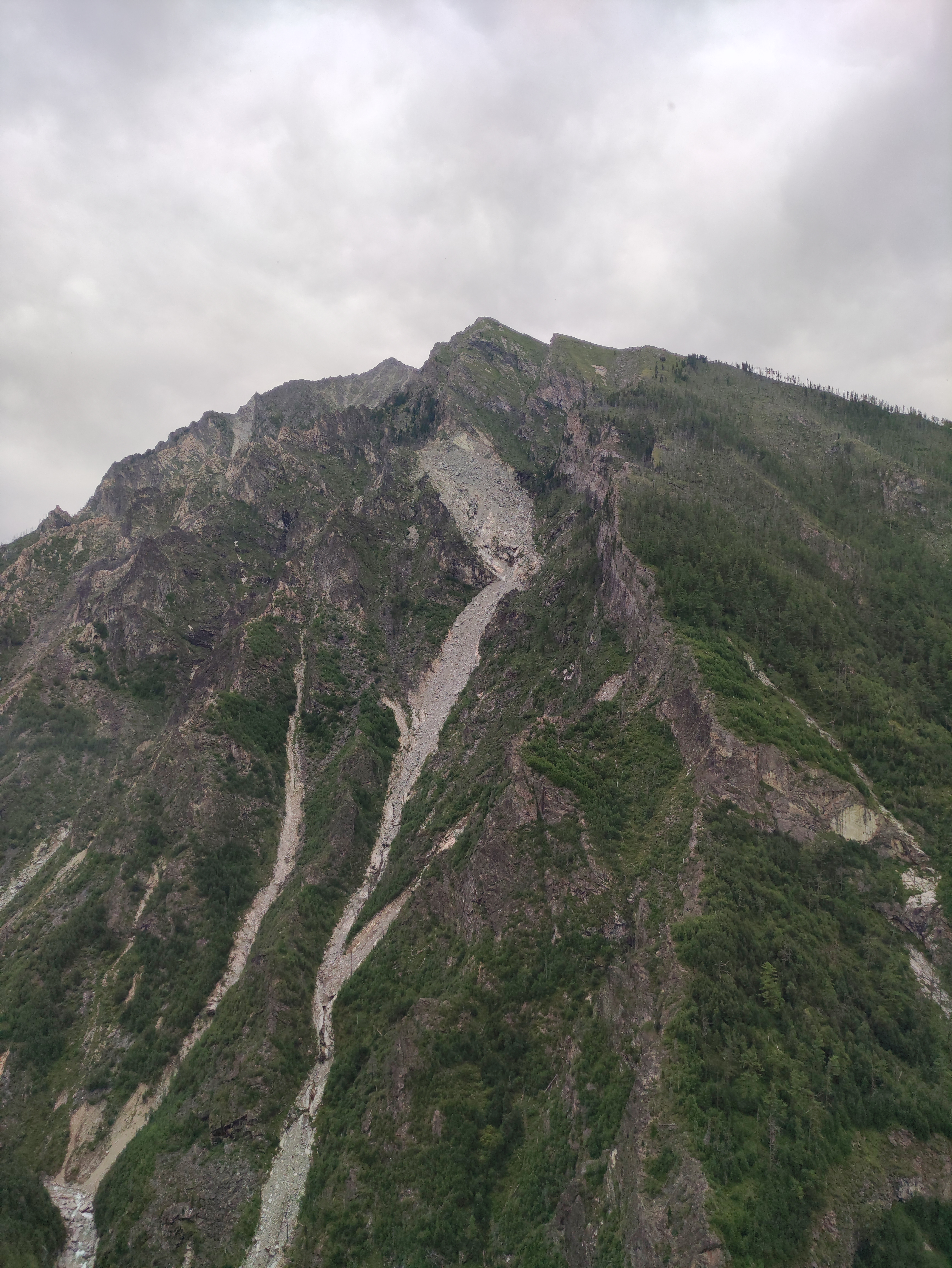
Пик Любви

Воду применяют для ванн и питья, разливают в бутылки. Лечение больных с заболеваниями органов пищеварения, кровообращения, а также нарушением обмена веществ. Санаторий, поликлиника, ванное здание, дома отдыха. Сезон — круглый год.
В получасе ходьбы от посёлка расположен один из крупных водопадов на реке Кынгарга. В окрестностях Аршана насчитывается более 30 дышащих вулканов. Последний раз они извергались в мезозойскую эру, но в связи с наличием горячих источников не считаются окончательно потухшими.
Поблизости находятся минеральные источники Субурга, Папий Аршан, Жемчуг, Хонгор-Ула.

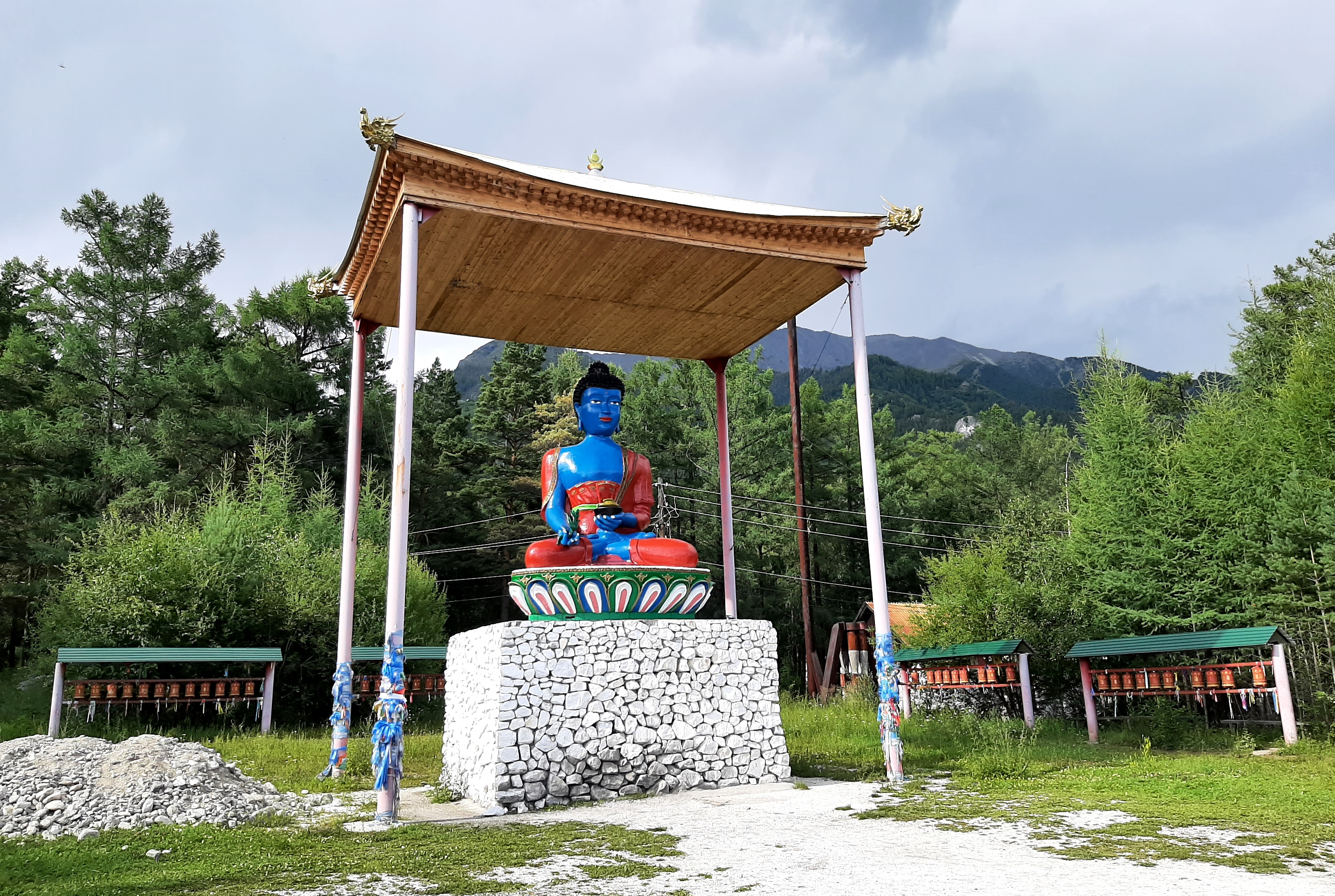
Будда Медицины

## Население
| 1979  | 2002  | 2010  | 2012  | 2013  | 2014  | 2015  |
| ----- | ----- | ----- | ----- | ----- | ----- | ----- |
| 2459  | ↘2256 | ↗2654 | ↗2720 | ↘2718 | ↘2711 | ↘2665 |
| 2016  | 2017  | 2018  | 2019  | 2020  | 2021  | 2023  |
| ↘2604 | ↘2553 | ↘2504 | ↘2426 | ↗2441 | ↗2718 | ↗2733 |
| 2024  |       |       |       |       |       |       |
| ↗2735 |       |       |       |       |       |       |

## Происшествия

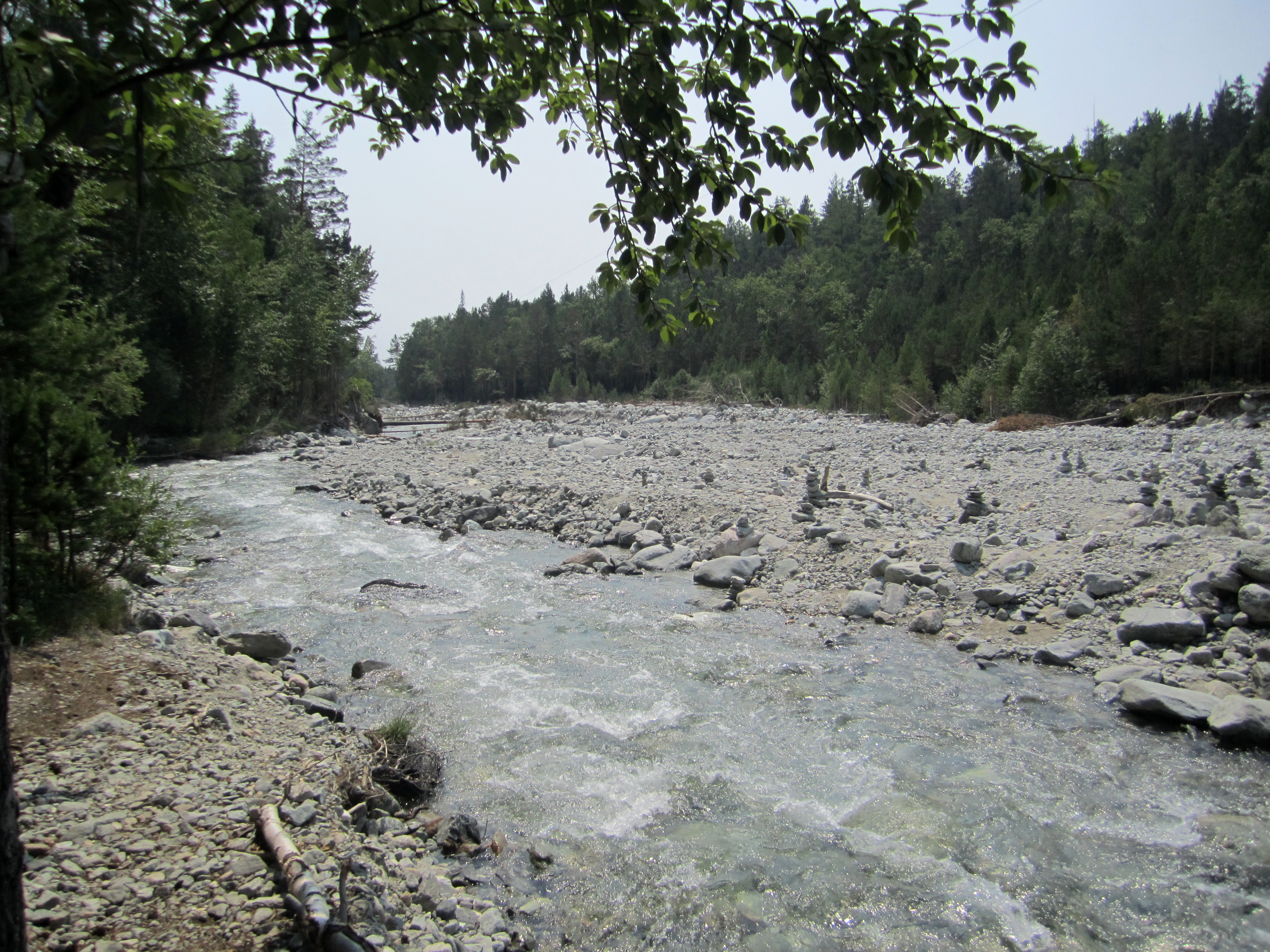
Река Кынгырга через год после схода селя

В ночь с 27 на 28 июня 2014 года из-за сильного дождя сильные селевые потоки образовались в каровых цирках на склонах Тункинских гольцов и 28 июня на посёлок Аршан сошёл сель. На реке Кынгырге произошло наводнение. В результате, 21 дом был снесён и не подлежал восстановлению. Всего пострадало 82 дома.
В предыдущий раз посёлок пострадал от селя в 1971 году.

## Климат
Климат резко континентальный. Зима продолжительная, холодная, лето короткое, умеренно тёплое. Осадков 595 мм в год (максимум летом).
| Показатель                    | Янв. | Фев. | Март | Апр. | Май | Июнь | Июль | Авг. | Сен. | Окт. | Нояб. | Дек. | Год |
| ----------------------------- | ---- | ---- | ---- | ---- | --- | ---- | ---- | ---- | ---- | ---- | ----- | ---- | --- |
| Средний суточный максимум, °C | −17  | −15  | −3   | 8    | 16  | 23   | 25   | 22   | 15   | 6    | −7    | −14  | 5   |
| Средний суточный минимум, °C  | −28  | −25  | −18  | −6   | 1   | 8    | 12   | 10   | 2    | −6   | −18   | −23  | −7  |
| Норма осадков, мм             | 15   | 10   | 10   | 15   | 20  | 50   | 90   | 85   | 40   | 20   | 25    | 25   | 405 |
| Источник: Яндекс-погода       |      |      |      |      |     |      |      |      |      |      |       |      |     |

## Транспорт

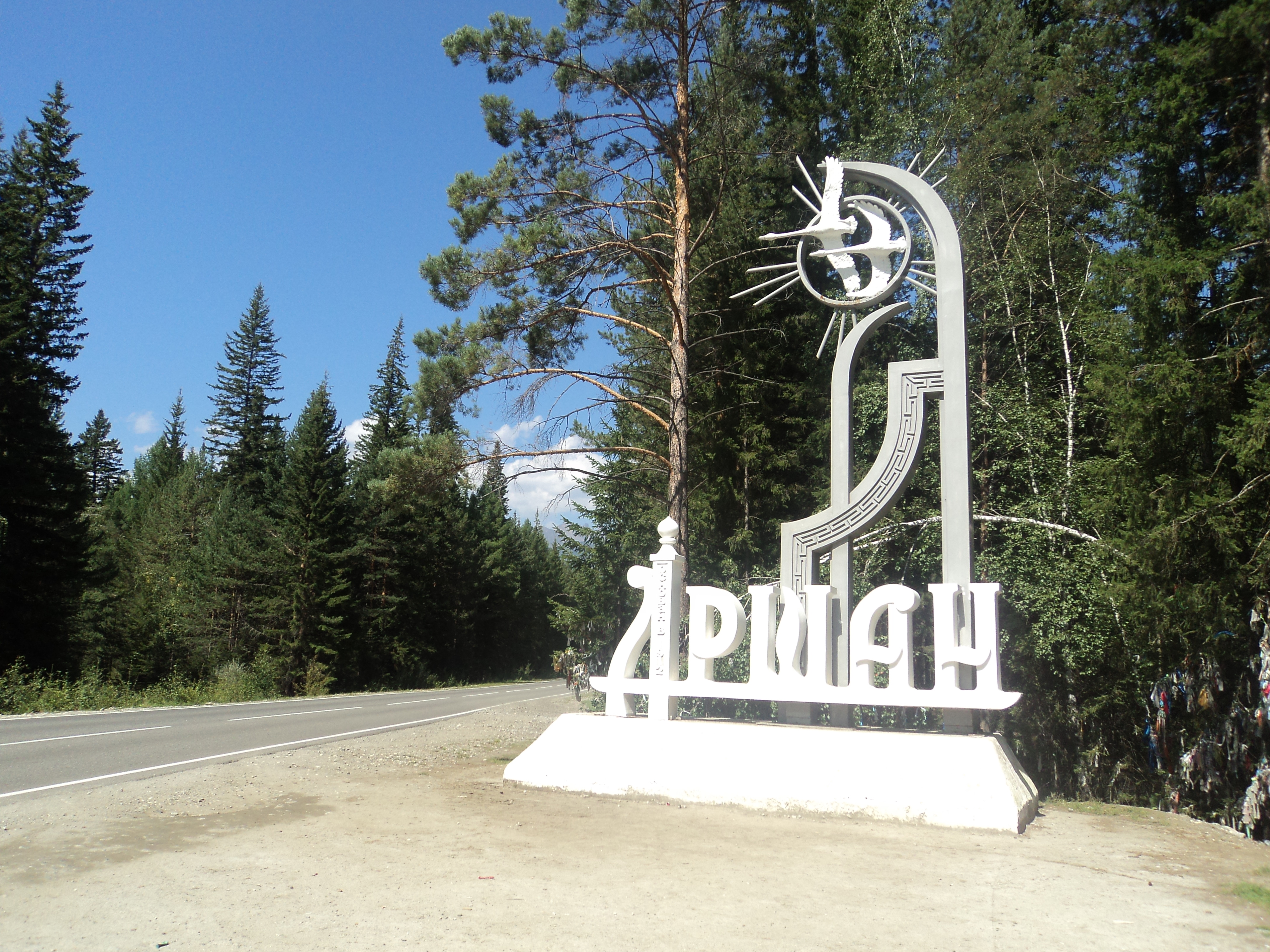
Дорога

Курорт связан регулярным автобусным сообщением с Ангарском, Иркутском, Улан-Удэ и Слюдянкой, а также с районным центром Кыреном, в котором есть аэропорт. В 2013—2014 годах в Кырен выполнялись регулярные авиарейсы из Улан-Удэ.
На курорте есть такси.

## Религия

### Буддийские дацаны
В Аршане находятся два буддийских монастыря — Хойморских дацана, относящихся к разным религиозным организациям. Западнее посёлка в местности Святая Поляна расположен дацан «Бодхидхарма». В самом посёлке — дацан «Дэчен равжалин».

### Петропавловская церковь
В посёлке действует православный храм в честь апостолов Петра и Павла Улан-Удэнской епархии РПЦ. Построен в 1997—2002 годах (колокольня 2008 года) на месте разрушенной в середине XX века церкви, возведённой в 1915 году.

## Цифровое эфирное телевидение
Все 20 каналов для мультиплекса РТРС-1 и РТРС-2; Пакет радиоканал, включает: «Вести FМ», «Радио Маяк», «Радио России / Улан-Удэ».
- Пакет телеканалов РТРС-1 (телевизионный канал 49, частота 698 МГц), включает: «Первый Канал», «Россия 1 / Улан-Удэ», «Матч ТВ», «НТВ», «Пятый Канал», «Россия К», «Россия 24 / Улан-Удэ», «Карусель», «ОТР», «ТВЦ».
- Пакет телеканалов РТРС-2 (телевизионный канал 24, частота 498 МГц), включает: «РЕН ТВ», «СПАС», «СТС», «Домашний», «ТВ3», «Пятница!», «Звезда», «Мир», «ТНТ», «МУЗ-ТВ».

## Связь
В Аршане стабильно действуют пять операторов сотовой связи: Тele2, МегаФон, МТС, YOTA, Билайн. Связь хорошая, интернет присутствуeт 4G и 4G+.